# Bosbeekjuffer
De bosbeekjuffer (Calopteryx virgo) is een 45 tot 49 mm grote juffer uit de familie van de beekjuffers (Calopterygidae), die in vrijwel heel Europa voorkomt. Het is een kenmerkende soort voor natuurlijke, langzaam stromende (bos)beken met een heel goede waterkwaliteit. Door het verdwijnen van dit biotoop is de soort in Nederland sterk achteruitgegaan en staat dan ook als bedreigd op de Nederlandse Rode Lijst (libellen).
De wetenschappelijke naam van de soort werd, als Libellula virgo, in 1758 gepubliceerd door Carl Linnaeus.

## Kenmerken
Bosbeekjuffers zijn forse juffers met zeer brede vleugels en een dicht netwerk van vleugeladers. De mannetjes hebben een blauw metaalglanzend lichaam en vrijwel geheel zwarte vleugels met een blauwe glans. Alleen de uiterste top en uiterste basis van de vleugels zijn lichter getint. Pterostigma's ontbreken. De onderkant van de achterlijfspunt is roodbruin gekleurd. De vrouwtjes hebben een groen tot bruin metaalglanzend lichaam. De vleugels zijn egaal van kleur, groenbruin tot bruin getint, met een wit pterostigma waarin de vleugeladers doorlopen (pseudopterostigma).
De lichaamslengte van volwassen dieren is 45–49 mm. De larven hebben een lengte van 23–34 mm, waarvan de achterlijfsaanhangsels (procten) 6–11 mm lang zijn. Het vangmasker (prementum) heeft, voor beekjuffers, een karakteristieke ruitvormige opening. De larvenhuidjes zijn variabel van kleur; door aangekoekt bodemmateriaal is vaak de hoofdader in de procten moeilijk te onderscheiden. Mede door hun leefomgeving zijn de huidjes moeilijk te vinden.
In Nederland komt alleen de soort voor. In de rest van Europa komen meerdere ondersoorten en vormen voor.

## Vliegtijd
De bosbeekjuffer vliegt van begin mei tot in september, met de hoogste dichtheden in juni en juli.

## Gedrag en voortplanting
Eieren komen voor de winter uit. De larven overwinteren soms een, maar meestal twee keer. De larven leven in holle oevers tussen de uitgespoelde wortels van bomen en struiken die op de beekoever staan. Verder zijn larven aangetroffen tussen waterplanten en in het water hangende kruiden. De ontwikkeling van larve tot imago duurt meestal twee jaar. Uitsluipen gebeurt van begin mei tot in augustus, voornamelijk eind mei en juni.
De mannetjes bezetten uitkijkplaatsen in de oevervegetatie, op plaatsen waar zon door het bladerdak valt, om hun territorium te verdedigen. Andere mannetjes worden verjaagd, soms pas na een minutenlang schijngevecht in de lucht, waarbij hij indringers de binnenkant van zijn vleugels laat zien. Vóór de balts laat het mannetje de rode stip aan de onderkant van zijn achterlijf aan een passerend vrouwtje zien. Vrouwtjes worden in een baltsvlucht achtervolgd. De balts verschilt per soort van de familie beekjuffers. Het vrouwtje zet na de paring, die zo'n vijftien minuten duurt, de eitjes met haar ovipositor (legbuis) af in waterplanten. Ze begeeft zich daarbij soms helemaal onder water.
Bosbeekjuffers die ziek worden, vliegen weg van hun territorium. Dit is gebleken uit onderzoek in Finland, waar deze dieren bewust ziek werden gemaakt. De zieke exemplaren vlogen tot vier keer zo ver weg als de gezonde. Onduidelijk is nog wat de verklaring voor dit fenomeen is.

## Habitat
De habitat bestaat uit bovenlopen (soms middenlopen) van beschaduwde, koude en zuurstofrijke beken, die gekenmerkt worden door een natuurlijke morfologie. Belangrijke factoren zijn de diversiteit van de omgeving van de beek en natuurlijke fysische processen als erosie en sedimentatie. Een grote variatie in stroomsnelheid is kenmerkend, meestal veroorzaakt door meanders en natuurlijke obstakels in de beek. De beken zijn grotendeels beschaduwd en arm aan waterplanten, maar enkele zonnige plekken met waterplanten zijn eveneens aanwezig. De oevers zijn begroeid met bomen, struiken en ruigtekruiden, die door bosbeekjuffers als zitplaatsen worden benut. Het omringende landschap is vaak gevarieerd, met bosjes, hooilanden, struwelen, houtwallen en ruigten. In dergelijke ‘ouderwetse’ landschappen met een weinig intensief landgebruik is de waterkwaliteit vaak goed.

## Verspreidingsgebied
De bosbeekjuffer komt voor in een groot deel van Europa en in aangrenzend Azië, tot aan de Oeral. De soort komt ook voor in Noord-Marokko. In Europa is hij in sommige regio’s algemeen.
In Nederland is de verspreiding beperkt tot Noord-Brabant, Limburg, de Achterhoek (Slinge) en Twente (Dinkel). In de jaren 1970 heeft een dramatische achteruitgang plaatsgevonden. De soort verdween uit Twente, westelijk Brabant en de Veluwe. Op andere plaatsen namen de aantallen sterk af. Na 2000 wordt de bosbeekjuffer in Twente en het westen van Noord-Brabant weer waargenomen. In andere regio's nemen de aantallen weer toe, maar dat geldt niet voor alle populaties. Aan de randen van de Veluwe is de soort in 2012 nog niet teruggekeerd.

## Verwante en gelijkende soorten
De bosbeekjuffer is te verwarren met de weidebeekjuffer, waarmee hij samen voor kan komen. De vleugels van mannetjes bosbeekjuffer zijn breder en vrijwel helemaal donker; die van de weidebeekjuffer zijn aan de basis en de top doorschijnend. De onderkant van de achterlijfspunt van het mannetje bosbeekjuffer is donkerrood, bij de weidebeekjuffer is deze vuilwit. De vleugels van de vrouwtjes weidebeekjuffer zijn ook minder breed en meestal minder bruin getint. Het pseudopterostigma zit vergeleken met de bosbeekjuffer iets dichter bij de vleugeltop. Deze verschillen zijn alleen goed zichtbaar bij zittende dieren.
Ook in het larvestadium is verwarring mogelijk met de weidebeekjuffer, die gemiddeld groter is. Deze heeft een onduidelijke vlakke bult tussen de ogen en de bulten aan de zijkanten van de achterhoofdsplaat (occiput) zijn zwak ontwikkeld en nooit spits. Bij de bosbeekjuffer is de ruit in het vangmasker (prementum) meestal halsvormig versmald en bij de weidebeekjuffer meestal niet.

## Bedreigingen en bescherming
De soort staat op de Rode Lijst van de IUCN als niet bedreigd, beoordelingsjaar 2013.
Op de Nederlandse Rode Lijst (libellen) van 2004 en 2015 geldt de bosbeekjuffer als bedreigd. Ook op de Belgische Rode Lijst (1998) geldt hij als bedreigd.

## Beelden

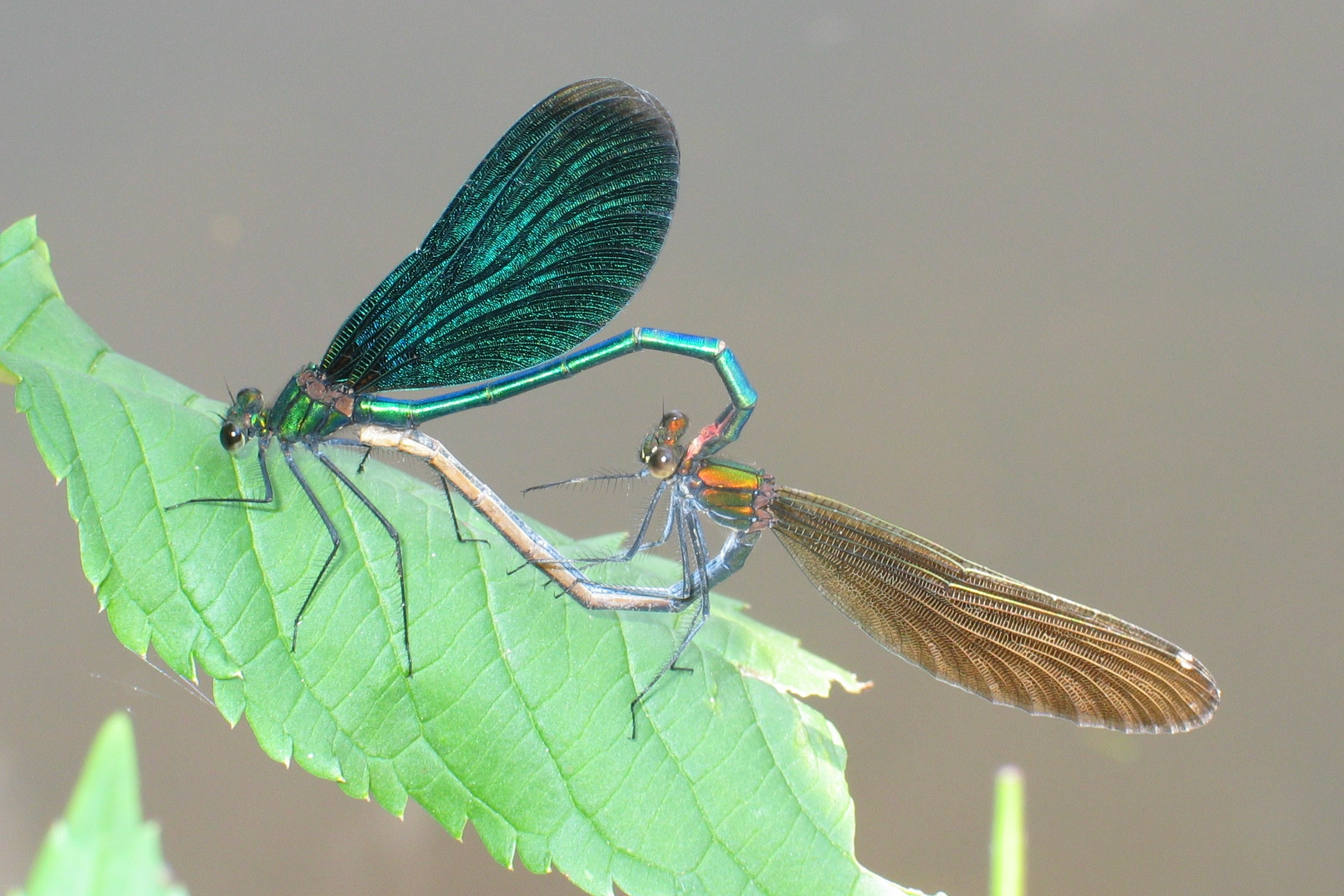
Paring, vrouwtje rechts
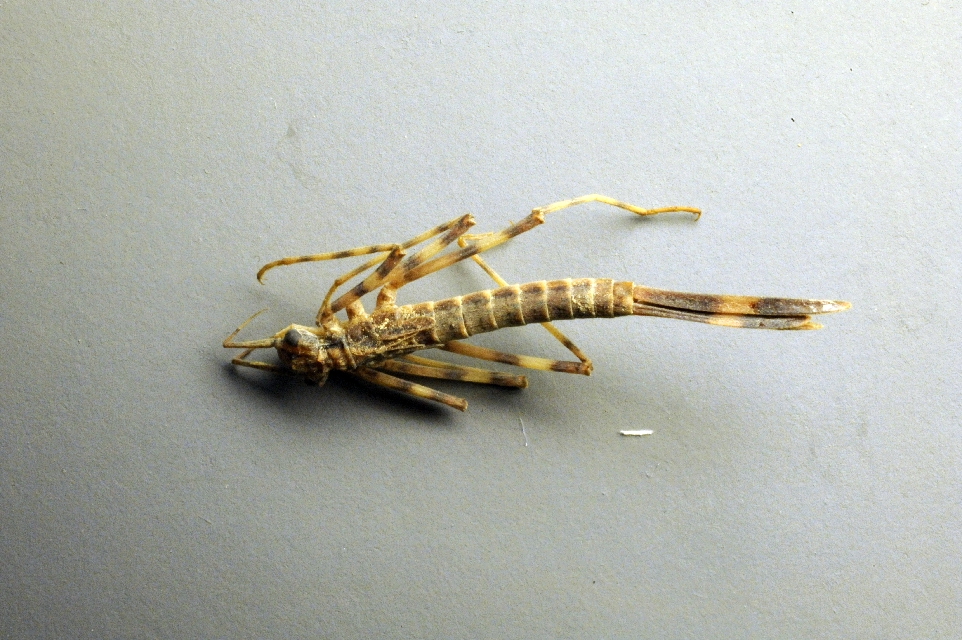
Exuvium